# Creüsa (filla d'Erecteu)
Segons la mitologia grega, Creüsa (en grec antic: Κρέουσα) va ser una filla d'Erecteu i de Praxítea.
Com que encara era petita no va seguir la sort de les seves germanes, que es van oferir voluntàriament per salvar la pàtria com a víctimes expiatòries, quan hi va haver la guerra contra Eumolp. De gran, Apol·lo la va violar en una cova de l'Acròpoli d'Atenes, la seva ciutat, i li va donar un fill, Ió, a qui va abandonar en una cistella al lloc on el déu l'havia atacada. Hermes es va endur el petit Ió a Delfos on va ser educat.
Casada més endavant amb Xutos, van estar molt de temps sense fills, però va anar a consultar l'oracle de Delfos i va trobar el seu fill Ió. Al tornar va tenir amb Xutos una filla i un fill, Diomede i Aqueu.